# Skamokawa Valley
Skamokawa Valley az Amerikai Egyesült Államok északnyugati részén, Washington állam Wahkiakum megyéjében elhelyezkedő statisztikai település. A 2010. évi népszámlálási adatok alapján 401 lakosa van.